# Sjultervattnet
Sjultervattnet är en sjö i Krokoms kommun i Jämtland och ingår i Ångermanälvens huvudavrinningsområde. Sjön har en area på 0,176 kvadratkilometer och ligger 826,5 meter över havet. Sjultervattnet ligger i Gråberget-Hotagsfjällen Natura 2000-område. Sjön avvattnas av vattendraget Mieskabäcken.

## Delavrinningsområde
Sjultervattnet ingår i det delavrinningsområde (714021-141964) som SMHI kallar för Utloppet av Sjultervattnet. Medelhöjden är 848 meter över havet och ytan är 1,51 kvadratkilometer. Det finns inga avrinningsområden uppströms utan avrinningsområdet är högsta punkten. Mieskabäcken som avvattnar avrinningsområdet har biflödesordning 5, vilket innebär att vattnet flödar genom totalt 5 vattendrag innan det når havet efter 319 kilometer. Avrinningsområdet består mestadels av öppen mark (20 procent) och kalfjäll (68 procent). Avrinningsområdet har 0,17 kvadratkilometer vattenytor vilket ger det en sjöprocent på 11,5 procent.